# Bruceiella
Bruceiella là một chi ốc biển, là động vật thân mềm chân bụng sống ở biển trong họ Skeneidae.

## Các loài
Các loài trong chi Bruceiella gồm có:
- Bruceiella athlia Warén & Bouchet, 2001[2]
- Bruceiella wareni Okutani, Hashimoto & Sasaki, 2004[3]